# Mužičane
Muzeqinë en albanais et Mužičane en serbe latin (en serbe cyrillique : Мужичане) est une localité du Kosovo située dans la commune/municipalité de Shtime/Štimlje, district de Ferizaj/Uroševac (Kosovo) ou district de Kosovo (Serbie). Selon le recensement kosovar de 2011, elle compte 1 324 habitants, dont une majorité d'Albanais.

## Histoire
Dans le village, la vieille église date du XVe siècle ; mentionnée par l'Académie serbe des sciences et des arts, elle est inscrite sur la liste des monuments culturels du Kosovo.

## Démographie

### Évolution historique de la population dans la localité
| 1948 | 1953 | 1961 | 1971 | 1981  | 1991  | 2011  |
| ---- | ---- | ---- | ---- | ----- | ----- | ----- |
| 729  | 774  | 844  | 856  | 1 037 | 1 140 | 1 324 |

|  |